# Mohammad Dauran Ghulam Masum
Mohammad Dauran Ghulam Masum (1954. január 20. –) afgán űrhajós.

## Életpálya
Az afgán légierő pilótájaként szolgált. 1988-tól űrhajóskiképzésben részesült. A program befejezése után visszatért hazája légierőjéhez. Vezérőrnagyi rendfokozatot ért el.
1988-ban az Interkozmosz-program keretében a háromszemélyes Szojuz TM–6 fedélzetén három űrhajós indult a Mir–3 űrállomásra. A vezetői döntést követően Abdul Ahad Mohmand tartalék kutató pilótája lett.

## Külső hivatkozások
- Mohammad Dauran Ghulam Masum. spacefacts.de. (Hozzáférés: 2011. november 6.)
- Mohammad Dauran Ghulam Masum. fortunecity.com. [2000. szeptember 30-i dátummal az eredetiből archiválva]. (Hozzáférés: 2011. november 6.)